# San Juan de los Plátanos
San Juan de los Plátanos es una localidad del estado mexicano de Michoacán. Es parte del municipio de Apatzingán.

## Toponimia
El nombre «San Juan» hace referencia al santo patrono de la localidad: Juan el Bautista.

## Demografía
| Gráfica de evolución demográfica |
|                                  |

| Censo | Población |
| ----- | --------- |
| 1900  | 126       |
| 1910  | 94        |
| 1921  | 168       |
| 1930  | 127       |
| 1940  | 79        |
| 1950  | 208       |
| 1960  | 467       |
| 1970  | 501       |
| 1980  | 735       |
| 1990  | 1 094     |
| 2000  | 1 197     |
| 2010  | 1 268     |
| 2020  | 1 315     |